# Shantanu
Shantanu (Sanskrit शंतनु, śaṁtanu m., auch शान्तनु, śāntanu) war ein König im alten Indien und ein Urahn der Pandavas und Kauravas im Mahabharata. Er war der Sohn des Pratipa und Vater von Bhishma (mit Ganga) und von Vichitravirya und Chitrangada (mit Satyavati).

## Lebensgeschichte im Mahabharata

### Ehe mit Ganga
Shantanu war ein hervorragender Bogenschütze und liebte die Jagd. Eines Tages begegnete er der Göttin Ganga und verliebte sich in sie. Ohne Zögern akzeptierte er ihre Bedingung für eine Ehe: er dürfe sich nie einmischen in das, was sie tue, und sie auch nie schelten. Die Ehe ist glücklich, doch nach jeder Geburt eines Kindes wirft Ganga es in den Fluss. Nachdem Shantanu dies siebenmal unter großen Qualen geduldet hat, interveniert er beim achten Mal. Weil er ihre Bedingung nicht eingehalten hat, löst Ganga daraufhin die Verbindung auf, verschont jedoch das achte Kind und nimmt es mit sich in die Himmelswelt, um es großzuziehen. 16 Jahre vergingen, bevor Shantanu seinen Sohn Devavrata wieder sehen sollte, der inzwischen auch zum großen Bogenschützen geworden ist. Ganga vertraut ihn nun zur weiteren Erziehung und Ausbildung seinem Vater an, er wird zu seinem Erbfolger.

### Ehe mit Satyavati
Vier Jahre später verliebt sich Shantanu in Satyavati, die Tochter eines Fischer-Häuptlings. Dieser stellt für die Ehe die Bedingung, dass nur Satyavatis Sohn die Erbfolge antreten dürfe. Dies stürzt Shantanu in einen Gewissenskonflikt, da er seinen Sohn Devavrata seiner Rechte berauben müsste. Doch als dieser von dem Problem erfährt, entsagt er freiwillig all seinen Rechten und sogar einer Ehe, damit jeder spätere Erbfolgestreit ausgeschlossen wäre. Shantanu ist hoch erfreut über dieses Opfer seines Sohnes, der hinfort "Bhishma" heißt, und gewährt ihm die Gunst, dass er nur sterben würde, wenn er selbst es so wünsche. Bhishma wird später zu einer wichtigen Persönlichkeit im Mahabharata, er ist der von allen verehrte Familien-Senior. Shantanu ehelichte Satyavati und wurde mit ihr zum Vater von zwei Söhnen, Chitrangada und Vichitravirya.